# بريندا غونزاليس
بريندا غونزاليس (بالإسبانية: Brenda González)‏ هي متسابقة ملكة الجمال أرجنتينية، ولدت في 1993 في روساريو في الأرجنتين.